# Arsenious el Baramousy
Arsenious el Baramousy (Suez, 10 oktober 1951) is een Egyptisch geestelijke en een bisschop van de Koptisch-Orthodoxe Kerk, werkzaam in Nederland.
Na zijn studie geneeskunde besloot Arsenious el Baramousy in 1975 het monastieke leven in te gaan. In 1978 trad hij in bij het Paromeosklooster in Wadi Natroen, waar hij in 1979 tot priester werd gewijd. In 1981 werd hij benoemd tot hegoumen van het klooster.  
In 1985 vertrok hij naar Nederland om de Koptisch-Orthodoxe gemeenschap te bedienen. Onder zijn leiding groeide de gemeenschap aanzienlijk. Bij de oprichting van het Koptisch-Orthodox Bisdom van Nederland in 2013 werd hij benoemd tot de eerste bisschop van het bisdom. Zijn bisschopswijding vond plaats op 16 juni 2013]in Caïro, waarna hij de titel Anba Arseny kreeg. Op 27 juni 2013 werd hij officieel geïnstalleerd als bisschop in Amsterdam.  